# Шимені Гоміш
Шимені Гоміш (8 вересня 1989) — мозамбіцька плавчиня.
Учасниця Олімпійських Ігор 2008 року.